# Міноносці класу «Кайман»
Океанські торпедні човни «Кайман» (нім. Kaiman-Klasse)належали до Цісарсько-королівського військового флоту Австро-Угорщини. Загалом у Першій Світовій війні взяло участь 24 човни цього класу. 
Перший човен цього класу заклали 1905 на верфі Yarrow Лондона. Наступні 13 човнів зійшли з стапелів верфі Stabilimento Tecnico Triestino у Трієсті. Наступні човни збудували у 1908-1909 роках на верфі Danubius фірми Firma Ganz & Co хорватської Фіуми, що тоді відносилась до угорської частини імперії. . Човни отримали назви на честь морських тварин, птахів, рептилій, міфічних істот.
"Кайман" (Kaiman 50E), "Анаконда" (Anakonda 51T), "Алігатор" (Alligator 52T), "Крокодил" (Krokodil 53T), "Кит" (Wal 54T), "Тюлень" (Seehund 55T), "Дельфін" (Delphin 56T), "Нарвал" (Narwal 57T), "Акула" (Hai 58T), "Чайка" (Möve 59T), "Ластівка" (Schwalbe 60T), "Пінгвін" (Pinguin 61T), "Дракон" (Drache 62T), "Гриф" (Greif 63T),  "Тритон" (Triton 64F), "Гідра" (Hydra 65F), "Скорпіон" (Skorpion 66F), "Фенікс" (Phönix 67F), "Восьминіг" (Krake 68F), "Поліп" (Polyp 69F), "Каракатиця" (Echse 70F), "Ящірка" (Molch (71F),"Баклан" (Kormoran 72F), "Гагарка" (Alk (73F). Напередодні початку війни човнам по місцю побудови присвоїли літери E, T, F відповідно за місцем побудови (Англія, Трієст, Фіума) та порядкові номери від 50 до 73.

## Історія
Торпедні човни класу "Кайман" використовували для конвоювання великий військових кораблів, боротьби з торпедними і підводними човнами. На відміну від старіших прибережних торпедних човнів вони були здатні здійснювати рейди на морі. Озброєння човнів посилили 1915 кулеметом Schwarzlose MG M.07/12.
З них на початку світової війни сформували дві торпедні флотилії, які використовували для рейдів до узбережжя Чорногорії і Італії. За час війни жоден човен не був втрачений, лише 51Т "Алігатор" був пошкоджений торпедою, випущеною з підводного човна.
Після завершення війни 19 човнів передали у січні 1920 Британії, яка продала їх на верф Cantiere Navale di Scoglio Olivi у Пулі для порізки на металобрухт. Човен 52Т "Алігатор" перейшов до Італії і під час шторму 17 жовтня 1919 у бухті біля Спліту був викинутий на берег і розібраний у 1921-22 роках. Чотири човни 54T, 60T, 61T, 69F передали новоствореній Югославії, де 1920 їх ввели до флоту під номерами T12, T9, T10 та T11. Перші три човни проплавали до 1924 року, Т11 до 1926 у складі флоту. Їх порізали на металобрухт поміж 1928/36 роками.